# Pseudonautia parvipennis
Pseudonautia parvipennis är en insektsart som beskrevs av Marius Descamps 1978. Pseudonautia parvipennis ingår i släktet Pseudonautia och familjen Romaleidae. Inga underarter finns listade i Catalogue of Life.